# Марія Саксен-Альтенбурзька (1854—1898)
Марія Саксен-Альтенбурзька (нім. Marie von Sachsen-Altenburg), повне ім'я Марія Фредеріка Леопольдіна Георгіна Августа Александра Єлизавета Тереза Жозефіна Єлена Софія Саксен-Альтенбурзька (нім. Marie Friederike Leopoldine Georgine Auguste Alexandra Elisabeth Therese Josephine Helene Sophie von Sachsen-Altenburg), 2 серпня 1854 — 8 жовтня 1898) — принцеса Саксен-Альтенбурзька, донька герцога Саксен-Альтенбурзького Ернста I та принцеси Ангальт-Дессауської Агнеси, дружина прусського принца Альбрехта.

## Біографія
Марія народилась 2 серпня 1854 року в Айзенберзі. Вона стала первістком в родині герцога Саксен-Альтенбурзького Ернста I та його дружини Агнеси Ангальт-Дессауської, з'явившись на світ наступного року після їхнього весілля. За два роки у дівчинки з'явився молодший брат Георг, однак він прожив лише місяць, і Марія зростала єдиною дитиною в сім'ї. Шлюб батьків був щасливим.
Резиденцією родини був Альтенбурзький замок. Літо проводили у замку Гуммельсхайн.
У 18 років Марія взяла шлюб із прусським принцом Альбрехтом, який доводився племінником правлячому імператору новоствореної Німецької імперії Вільгельму I. Наречений був вдвічі старшим за неї. Вінчання відбулося 9 квітня 1873 року в Берліні. Глядачі відмічали, що весілля було більш грандіозним, ніж більшість тогочасних. Процесію відкривала драгунська гвардія. На святі були присутніми імператор Вільгельм I та імператриця Августа. Наречена, за повідомленнями, володіла «дівочою красою» та скромною невимушеною поведінкою, «яка відразу схилила до себе серця багатьох». Нареченого вважали за розумну та добру людину. Матір Альбрехта презентувала молодятам замок Каменц в Силезії.
У подружжя народилося троє синів. У 1885 році чоловік Марії став регентом герцогства Брауншвейг. Після прийняття регентства родина проживала у Брауншвейзі, Берліні та Каменці.
Марія померла 8 жовтня 1898 року в 44-річному віці у замку Каменц. Була похована у мавзолеї в парку біля замка. Імператор Вільгельм II із імператрицею Августою були присутніми на похороні.
Альбрехт пережив дружину на вісім років і пішов з життя у вересні 1906 року. Був похованим поруч із дружиною. Після Другої світової війни мавзолей було пограбовано, і їхній прах перепоховали у місцевому парку.

## Родина
Чоловік — Альбрехт Прусський
Дітиː

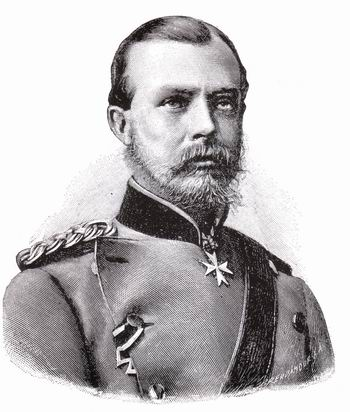
Альбрехт Прусський

- Фрідріх Генріх (1874—1940) — вояка прусської армії, дослужився до чина полковника, у 1907 році був виключений із армії через гомосексуальність, мав дозвіл служити під час бойових дій єфрейтором, одруженим не був, дітей не мав;
- Йоакім Альбрехт (1876—1939) — композитор, скрипаль, віолончеліст, був двічі одруженим, дітей не мав;
- Фрідріх Вільгельм (1880—1925) — генерал-майор, прусський політик, президент Академії загальнокорисних наук у Ерфурті в 1909—1925 роках, був одруженим із принцесою цу Гогенлое-Шиллінгсфюрст Агатою, мав четверо доньок.

## Титули
- 2 серпня 1854—9 квітня 1873 — Її Високість Принцеса Марія Саксен-Альтенбурзька;
- 9 квітня 1873—8 жовтня 1898 — Її Королівська Високість Принцеса Марія Прусська.